# Nimród Antal
Nimród Antal, född 1973, är en ungersk-amerikansk filmregissör, manusförfattare, och skådespelare.

## Filmografi (i urval)
- 2003 – Kontroll
- 2007 – Vacancy
- 2010 – Predators
- 2023 – Retribution